# Regió de Lindi
La regió de Lindi és una de les trenta regions administratives en què es divideix la República Unida de Tanzània. La seva principal ciutat és Lindi. La regió de Lindi té una superfície de 67.000 quilòmetres quadrats i una població de 787.624 habitants. La densitat de població és d'11,8 habitants per quilòmetre quadrat. Aquesta regió administrativa es divideix en sis districtes: Lindi Urbà, Lindi Rural, Kilwa, Liwale, Nachingwea i Ruangwa.